# West Midland Bird Club

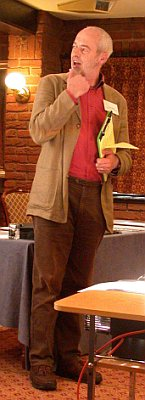
Colin Bibby en el "Bird Club Forum" del West Midland Bird Club, Lea Marston, Warwickshire, en febrero de 2004; véase

El West Midland Bird Club es la mayor sociedad ornitológica regional del Reino Unido. Sirve a los observadores de aves y ornitólogos de cuatro condados de Inglaterra: Staffordshire, Warwickshire, Worcestershire y el Metropolitan West Midlands, con charlas, excursiones de campo, investigación, un boletín y un informe anual desde 1929.
Existen ramas de la sociedad en Birmingham, Coventry, Kidderminster, Stafford, Solihull y Tamworth.
La sociedad administra las reservas de:
- Belvide Reservoir, Staffordshire
- Harborne Reserve, Birmingham
- Ladywalk Reserve, North Warwickshire

y gestiona un esquema de acceso permitido a:
- Blithfield Reservoir, Staffordshire
- Gailey Reservoir, Staffordshire

El Club tiene un centro de información en Kingsbury Water Park (Warwickshire) y patrocina estaciones de alimentación en Cannock Chase (Staffordshire) y Draycote Water (Warwickshire).
Bill Oddie ha sido el presidente del Club desde 1999. 
El Club cofundó y ayuda a mantener el "Bardsey Bird and Field Observatory".

## Publicaciones
(Lista incompleta)
- The New Birds of the West Midlands, Harrison, G & J (2005)  ISBN 0-9507881-2-0